# Каинан (сын Еноса)
Каинан, (ивр. קֵינָן בן אנוש‎, Кейнан бен Энош), также Кенан — в Пятикнижии, старший сын Еноса, внук Сифа, правнук Адама и Евы (Быт. 5:1—10). Один из допотопных патриархов. 

## Сведения
Согласно масоретскому тексту, родился в 325 году (согласно Септуагинте, в 625 году) от сотворения мира, умер в возрасте 910 лет (Быт. 5:1—14). Отец Малелеила.  
В Книге Юбилеев:
- упоминается имя жены Каинана — Муалелита[8],
- упоминается племянница Каинана Дина от (не названной по имени) сестры[9].

Армянский историк Мхитар Айриванеци упоминал жену Каинана — Магалет.
В Книге Яшера (Праведного) упоминается пятеро детей Каинана: сыновья Малелеэл, Енан, Меред и дочери Ада и Цилла.
Евангелист Лука упоминает о нём в родословной Иисуса Христа, как об одном из родоначальников Мессии.